# Telmo Pievani
Dietelmo Pievani, detto Telmo (Gazzaniga, 6 ottobre 1970), è un filosofo italiano specializzato in evoluzione.

## Biografia
Dopo la laurea in Filosofia della scienza conseguita presso l'Università degli Studi di Milano, si è specializzato negli Stati Uniti d'America, dove ha condotto ricerche di dottorato e post-dottorato in Biologia evolutiva e Filosofia della biologia, sotto la supervisione di Niles Eldredge e di Ian Tattersall presso l'American Museum of Natural History di New York.
Dal 2005 al 2012 è stato professore associato di Filosofia della scienza presso la facoltà di Scienze dell'educazione e della formazione dell'Università degli Studi di Milano-Bicocca. Ha ricoperto gli insegnamenti di Epistemologia e di Epistemologia evolutiva. Dal 2007 è stato vicedirettore del Dipartimento di Scienze Umane per la Formazione “Riccardo Massa” e vicepresidente del corso di laurea in Scienze dell'educazione.
Dal 2012 è professore ordinario presso il Dipartimento di Biologia dell'Università degli Studi di Padova, dove insegna Filosofia delle scienze biologiche, Bioetica e Divulgazione naturalistica. Dal 2016 è Delegato del Rettore per la Comunicazione Istituzionale dell’Università degli Studi di Padova. Dal 2017 al 2019 è stato Presidente della SIBE - Società Italiana di Biologia Evoluzionistica. È socio effettivo dell’Istituto Veneto di Scienze, Lettere e Arti, per la classe di Scienze, socio corrispondente dell’Accademia delle Scienze di Torino per la classe di Scienze, socio non residente dell’Accademia Olimpica di Vicenza, per la classe di Scienza e Tecnica.
È autore di più di 340 pubblicazioni scientifiche nei campi della biologia evoluzionistica, dell'evoluzione umana, della filosofia della biologia e della filosofia della scienza generale con H-index 16 a giugno 2025.

## Comunicazione della scienza
Impegnato in diversi progetti internazionali di comunicazione della scienza, dal 2013 fa parte del Comitato Scientifico di BergamoScienza, è stato segretario del consiglio scientifico e coordinatore del Festival della scienza di Genova, divenuta la più importante manifestazione europea del settore. Insieme a Vittorio Bo, è stato direttore scientifico del "Festival delle scienze di Roma" in Auditorium Parco della Musica. Dal 2022 è coordinatore dello Spoke 7 del National Biodiversity Future Centre, uno dei cinque centri nazionali dedicati alla ricerca di frontiera finanziati dal PNRR. Dal 2018 al 2023 ha coordinato la nascita del Museo della Natura e dell’Uomo dell’Università di Padova.
Fa parte del comitato editoriale di riviste scientifiche internazionali come Evolutionary Biology, Evolution: Education and Outreach e Rendiconti Lincei per le Scienze Fisiche e Naturali. Insieme a Niles Eldredge, è direttore scientifico del progetto enciclopedico “Il futuro del pianeta” di UTET Grandi Opere. Inoltre insieme ancora a Niles Eldredge ed a Ian Tattersall, è stato il curatore scientifico dell'edizione italiana della mostra internazionale "Darwin 1809-2009".
Insieme a Luigi Luca Cavalli-Sforza è stato curatore del progetto espositivo internazionale “Homo sapiens": la grande storia della diversità umana” (Roma, Palazzo delle Esposizioni, 2011-2012; Trento, 2012-2013, Novara 2013).
È direttore di Pikaia, il portale italiano dell'evoluzione, ed è stato coordinatore scientifico del Darwin Day di Milano. Fa parte del Comitato Etico e del Comitato Scientifico della Fondazione Umberto Veronesi per il progresso delle scienze.
Da settembre 2014 fa parte del Consiglio Scientifico Internazionale del Museo delle Scienze (MUSE) di Trento.
Nel 2014 è stato per l’Università degli studi di Padova coordinatore scientifico dell’allestimento museale del Giardino della Biodiversità presso l'Orto Botanico di Padova, oltre che curatore della sezione “Le piante e l’uomo”.
Dal 2017 collabora ai progetti scientifici e di comunicazione del Parco Natura Viva di Bussolengo (VR).
È stato il Curatore Scientifico, insieme ai professori B. Fantini, F. Rufo e S. Pimpinelli, della mostra internazionale "DNA. Il grande libro della vita da Mendel alla genomica” (Palazzo delle Esposizioni, Roma, Febbraio-Giugno 2017).
Dal punto di vista editoriale, è membro del comitato editoriale de L'Indice dei libri. Da dicembre 2010 è componente del Comitato Scientifico Internazionale della rivista Le Scienze, edizione italiana di Scientific American, alla quale collabora.
Dal 1994 è giornalista pubblicista, iscritto all'Ordine dei Giornalisti della Lombardia. Scrive regolarmente per la rivista Micromega. Dal 2010 è firma delle pagine culturali del Corriere della Sera. Dal 2018 è direttore del web magazine dell'Università degli Studi di Padova, Il Bo LIVE.
Due volte finalista del Premio Galileo a Padova, nel 2012 ha ricevuto la menzione speciale della giuria del Premio Scienza e letteratura-Merck Serono, per il saggio La vita inaspettata. Il fascino di un'evoluzione che non ci aveva previsto (Raffaello Cortina). Altri riconoscimenti: Premio Adriano Vitelli Laico dell’Anno, 2011, Torino; Premio Internazionale di Ecologia Umana 2015 (Abbazia di Spineto, Sarteano); Premio Capo d'Orlando 2018 per la comunicazione multimediale (Vico Equense).
Insieme a Federico Taddia e alla Banda Osiris, è autore di progetti teatrali e musicali a tema scientifico, come Finalmente il Finimondo! (2012) e Il maschio inutile (2015), ispirato all’omonimo libro.
Dall'8 gennaio al 23 gennaio 2022 conduce La fabbrica del Mondo con Marco Paolini in onda su Rai 3.

## Opere
- T. Pievani-Giuseppe Varchetta, Il management dell'unicità, Guerini e associati, Milano, 1989-1999.
- Homo sapiens e altre catastrofi, Meltemi, Roma, 2002; riedizione completamente rivista e aggiornata, Meltemi, 2018.
- T. Pievani-Fulvio Carmagnola, Pulp Times. Immagini del tempo nel cinema d'oggi, Meltemi, Roma, 2003-2018.
- Sotto il velo della normalità, Meltemi, Roma, 2004; con P. Barbetta, M. Capararo.
- Introduzione alla filosofia della biologia, Laterza, Roma-Bari, 2005, ISBN 8842075663; edizione portoghese, Introdução à Filosofia da Biologia, Edições Loyola, São Paulo (BR), 2010, ISBN 978-8515037612.
- La teoria dell'evoluzione. Attualità di una rivoluzione scientifica, Il Mulino, Bologna, 2006.
- T. Pievani-E. Capanna-Carlo Alberto Redi, Chi ha paura di Darwin?, IBIS Edizioni, Como-Pavia, 2006.
- Creazione senza Dio, Einaudi, Torino, 2006; edizione spagnola Creación sin Dios, Ediciones Akal, Madrid, 2009.
- In difesa di Darwin. Piccolo bestiario dell'antievoluzionismo all'italiana, Milano, Bompiani, 2007
- T. Pievani-Carla Castellacci, Perdere la libertà per Sante ragioni. Dal nascere al morire: la mano della Chiesa sulla nostra vita, Milano, Chiarelettere, 2007.
- T. Pievani-Vittorio Girotto-Giorgio Vallortigara, Nati per Credere, Codice Edizioni, Torino, 2008-2016.
- La vita inaspettata. Il fascino di un'evoluzione che non ci aveva previsto, Raffaello Cortina Editore, Milano, 2011
- Telmo Pievani - Luigi Luca Cavalli Sforza, Homo sapiens. La grande storia della diversità umana, Codice Edizioni, Torino, 2011, ISBN 9788875782672; edizione inglese, Homo sapiens. The Great History of Human Diversity, Codice Edizioni, Turin, 2012.
- Introduzione a Darwin, Roma-Bari, Laterza, 2012
- La fine del mondo. Guida per apocalittici perplessi, Bologna, Il Mulino, 2012
- Homo sapiens. Il cammino dell'umanità, Atlante dell'Istituto Geografico De Agostini, 2012, ISBN 978-8851116422; edizione francese con prefazione di Yves Coppens, La grande odyssée de l'évolution de l'Homme, Edition Glénat, 2020, ISBN 9782344042519; edizione tedesca, Der Grosse Atlas Der Menschheit, WBG Theiss, Darmstadt, 2020, ISBN 978-3806242317.
- Anatomia di una rivoluzione. La logica della scoperta scientifica di Darwin, Mimesis, 2013.
- Evoluti e abbandonati. Sesso, politica, morale: Darwin spiega proprio tutto, Torino, Einaudi, 2014[13]
- T. Pievani-Federico Taddia, Il maschio è inutile. Un saggio quasi filosofico, Milano, Rizzoli, 2014.
- Leggere l’Origine delle specie di Darwin, IBIS Edizioni, Como-Pavia, 2015
- Libertà di migrare. Perché ci spostiamo da sempre ed è bene così, con Valerio Calzolaio, Einaudi, Torino, 2016
- T. Pievani-Vittorio Marchis, Lectures 2014, Giappichelli, 2016, ISBN 978-88-921-0215-6.
- Come saremo. Storie di umanità tecnologicamente modificata, con Luca De Biase, Codice, Edizioni, Torino, 2016, ISBN 978-88-757-8620-5.
- Homo sapiens. Le nuove storie dell'evoluzione umana, Libreria Geografica, 2018, ISBN 978-88-698-5297-8.
- Imperfezione. Una storia naturale, Milano, Raffaello Cortina, 2019, ISBN 978-88-328-5090-1. Opera edita in lingua inglese come Imperfection - A natural history dalla MIT Press, 2019, ISBN 9780262047418 con traduzione di Michael Gerard Kenyon; edizione spagnola, Imperfección. Una historia natural, Alianza Editorial, Madrid, 2022, ISBN 9788411480383 con traduzione di Francisco José Martín Cabrero.
- E avvertirono il cielo. La nascita della cultura, con Carlo Sini, Jaca Book, Milano, 2020.
- Finitudine. Un romanzo filosofico su fragilità e libertà, Raffaello Cortina Editore, Milano, 2020.
- Viaggio nell’Italia dell’Antropocene. La geografia visionaria del nostro futuro, con Mauro Varotto, Aboca Edizioni, 2021.
- Serendipità. L'inatteso nella scienza, Raffaello Cortina Editore, Milano, 2021.
- La natura è più grande di noi, Solferino, Milano, 2022.
- Il giro del mondo nell’Antropocene: Una mappa dell'umanità del futuro, con Mauro Varotto, Raffaello Cortina Editore, Milano, 2022, ISBN 9788832854787.
- A.A.V.V., Il satiro scientifico. Riprodursi male, Milano, Mondadori, 2023, ISBN 978-88-0477-359-7.
- Tutti i mondi possibili. Un'avventura nella grande biblioteca dell'evoluzione, Raffaello Cortina Editore, Milano, 2024, ISBN 9788832856873.
- Architectural Exaptation. When function follows form, con Alessandro Melis e Jose Antonio Lara Hernandez, Routledge, 2024, ISBN 9781003347118.
- Dove comincia l'uomo, con Giuseppe Remuzzi, Solferino, Milano, 2025, ISBN 978-88-282-1643-8.

### Libri per ragazzi
- Perché siamo parenti delle galline? E tante altre domande sull’evoluzione, con Federico Taddia, Editoriale Scienza, Trieste, 2010;
- Sulle tracce degli antenati. L’avventurosa storia dell’umanità, Editoriale Scienza, Trieste, 2016.

## Introduzioni a opere di altri autori
Ha curato l'edizione italiana di opere di Richard Dawkins, di Niles Eldredge, di Stuart Kauffman, di Ian Tattersall, di Susan Oyama, di Kim Sterelny, di Edward Osborne Wilson, di Sean B. Carroll, di Henri Gee e di altri filosofi della biologia ed evoluzionisti. È inoltre il curatore dell'edizione italiana del testamento scientifico di Stephen Jay Gould (La struttura della teoria dell'evoluzione) e dell'ottavo volume (intitolato Storia della scienza e della tecnologia) della Storia della Cultura Italiana diretta da Luigi Luca Cavalli-Sforza. Ha curato l'edizione italiana di una parte dei Taccuini della Trasmutazione darwiniani, pubblicati da Laterza nel 2008 con il titolo di: Charles Darwin. Taccuino Rosso, Taccuino B, Taccuino E. Ha scritto la prefazione del volume Il prezzo dell’immortalità – Cosa sappiamo del cancro e come possiamo sconfiggerlo, Saggiatore, 2020, di cui è autore l'allievo di Umberto Veronesi Pier Paolo Di Fiore.
Una sua postfazione conclude il romanzo neo-gotico di Alessandro Chiometti "Il mastino di Darwin". Il titolo richiama il personaggio di Thomas H. Huxley e al rapporto fra questi e Charles Darwin la sua postfazione è per l'appunto dedicata.